# Scapitani
Gli Scapitani furono un'antica tribù della Sardegna descritta da Tolomeo. (III, 3) Abitarono a sud dei Celsitani e dei Corpicenses e a nord dei Neapolitani e dei Valentini.